# Congregazione del Brasile
La Congregazione del Brasile (in latino Congregatio Brasiliensis) è una delle congregazioni monastiche che costituiscono l'Ordine di San Benedetto.

## Storia

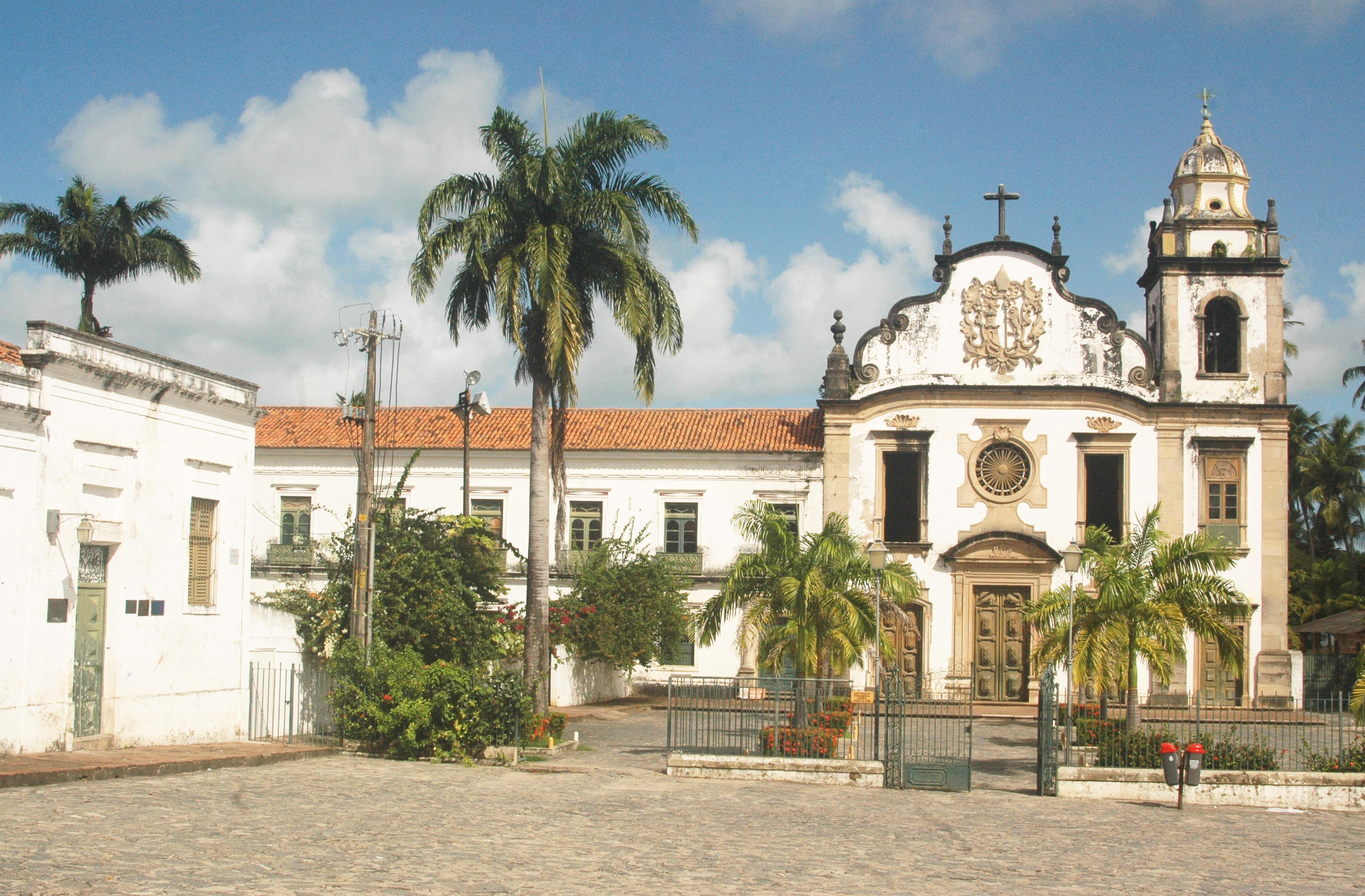
L'abbazia di São Bento a Olinda

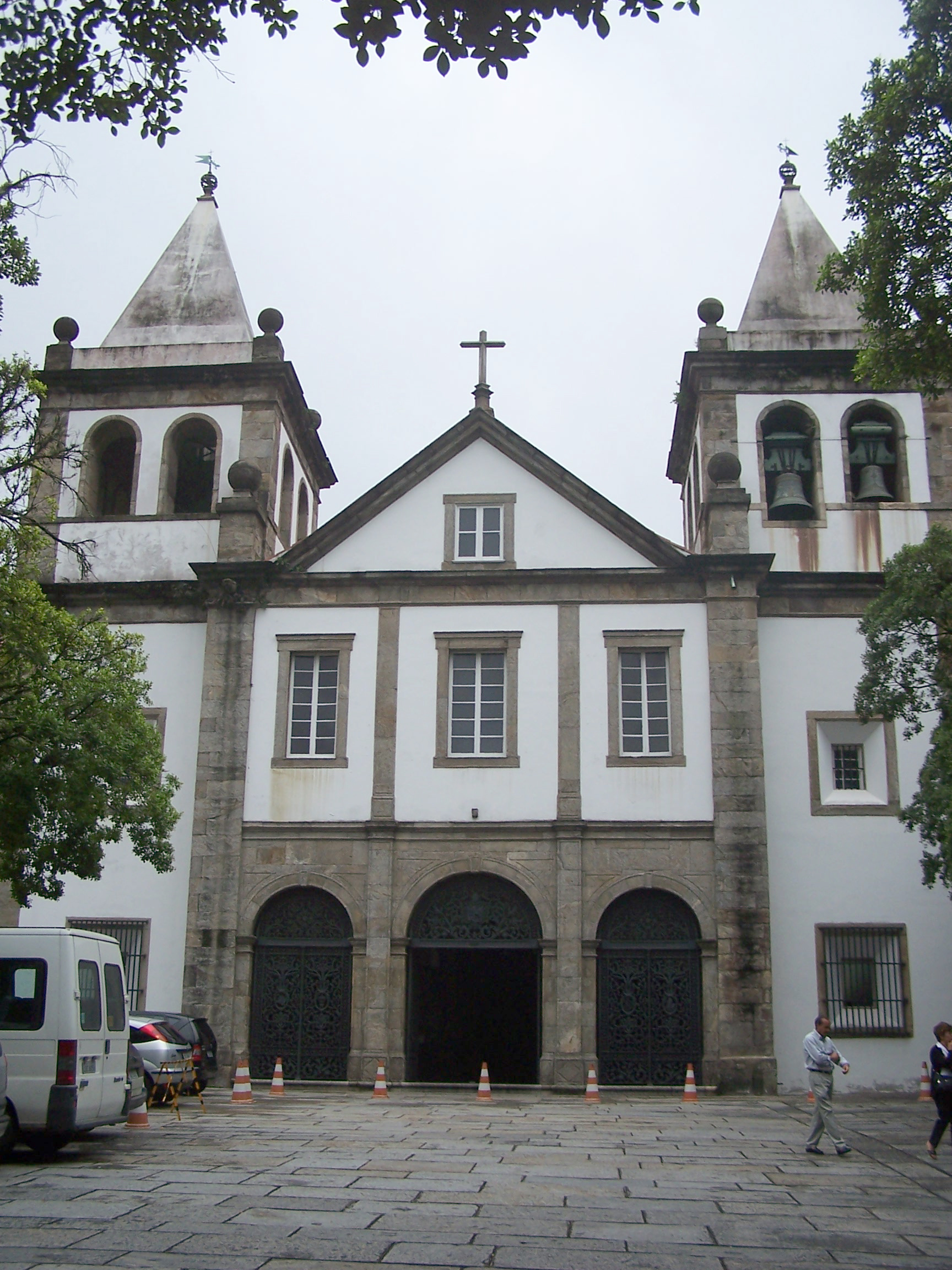
L'abbazia di São Bento Rio de Janeiro

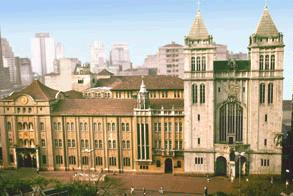
L'abbazia di São Bento a San Paolo

La prima comunità di benedettini giunse dal Portogallo in Brasile nel 1581 e si insediò presso l'eremo di San Sebastiano a Salvador di Bahia, dando inizio alla prima abbazia benedettina delle Americhe: da Salvador partirono i monaci che fondarono le abbazie di Olinda (1582), Rio de Janeiro (1586), Paraíba do Norte (1596) e São Paulo (1598). Per l'estrema vitalità del monachesimo brasiliano, il consiglio capitolare della congregazione benedettina portoghese nel 1596 stabilì che le abbazie brasiliane costituissero una provincia a parte, ma sempre alle dipendenze della congregazione portoghese.
L'invasione olandese del 1624 danneggiò i monasteri brasiliani (i monasteri di Olinda e Paraiba vennero saccheggiati). Intanto altri monasteri vennero fondati nella parte meridionale del Brasile: nel 1650 a Santos, nel 1660 a Sorocaba, nel 1668 a Jundiaí, tutti dipendenti da São Paulo. Nel territorio di Bahia sorsero invece i monasteri di Nostra Signora das Brotas (elevato ad abbazia nel 1713) e di Nostra Signora delle Grazie (elevato ad abbazia nel 1720).
Nel 1822 il Brasile conquistò l'indipendenza dal Portogallo e i benedettini brasiliani ottennero dalla Santa Sede, con la bolla Inter gravissimas del 1º luglio 1827, lo smembramento dei loro monasteri dalla congregazione portoghese e la costituzione in congregazione indipendente.
Sotto il governo del marchese di Pombal e dei suoi successori vennero emanate numerose norme che causarono l'impoverimento e la diminuzione delle comunità monastiche brasiliane: solo nel 1889 (quando i monaci erano ridotti a 19, dispersi in 11 monasteri) il governo brasiliano diede ai benedettini il permesso di ricevere nuovi novizi.
Nell'intento di infondere nuova vita alla congregazione brasiliana, nel 1893 l'abate generale Domenico della Trasfigurazione Machado avviò trattative con la congregazione di Beuron, che era in pieno sviluppo: l'archiabate di Beuron Placido Wolter e l'abate primate Ildebrando de Hemptinne affidarono l'opera a Gerardo van Caloen.
Gerardo van Caloen giunse in Brasile il 22 agosto 1895 insieme a 15 compagni e prese possesso dell'abbazia di Olinda, dove aprì un noviziato; per reclutare novizi van Caloen aprì anche delle procure in Europa (Acqua Calda, presso Siena, Wessobrunn, in Germania, Saint-André, presso Bruges, che divenne abbazia nel 1901 e nel 1920 fu tra quelle che iniziarono la congregazione belga dell'Annunziata).
La Santa Sede approvò le nuove Declarationes et constitutiones della congregazione il 5 luglio 1910: il mandato degli abati, fino ad allora triennale, divenne vitalizio.

## Attività e diffusione
I monaci della congregazione benedettina del Brasile si dedicano: alla cura d'anime in cappellanie, parrocchie e nelle forze armate; all'educazione in collegi, seminari e facoltà universitarie (presso il monastero di Olinda furono aperte, nel 1828, la prima facoltà di giurisprudenza del Brasile e poi scuole di agraria e veterinaria, mentre i monaci di São Paulo nel 1908 fondarono la facoltà di filosofia che nel 1945 fu annessa all'università cattolica); alle opere sociali (lotta all'analfabetismo e sostegno ai poveri nella costruzione di abitazioni, soprattutto nel nord-est brasiliano); all'editoria e all'apostolato liturgico (il messale di dom Beda Keckeisen, pubblicato dal monastero di Bahia, fu il principale strumento di divulgazione delle spiritualità liturgica nel paese).
Il monastero di São Bento a Salvador de Bahia, il più antico della congregazione, ha il titolo di arciabbazia e ha un primato di onore: la sede generalizia, di fatto, è il monastero governato dall'abate che presiede, pro tempore, la congregazione (nel 2010 l'arciabate di São Bento, a Salvador).. I benedettini della congregazione del Brasile si trovano anche in Italia: dal 2013 al 2019 una famiglia di monaci si è insediata nella Basilica di Santo Stefano (Bologna)  e dal 2020 sull’Isola di Barbana in provincia e arcidiocesi di Gorizia, una cella di monaci è rimasta a Bologna in pieno centro storico nel Santuario di Santa Maria della Vita in via Clavature per l'officiatura stabile di questo bellissimo santuario.
Nel 2007 la congregazione contava 8 monasteri con 244 religiosi, 100 dei quali sacerdoti.